# Estación Plaza El Ancla
El Ancla fue un proyecto de BioEstación ubicada en la comuna de Talcahuano, fue construida para la proyectada extensión del Biotrén al Puerto. Se ubica en el ramal San Rosendo - Talcahuano. Su boletería y acceso se encontraban en Avenida Manuel Blanco Encalada. Se ubicaba dentro del sector de Plaza El Ancla, frene a las Bentotecas, Terminal de Buses, Mercado y a la Puerta Los Leones.
Poseía dos vías y una cola de maniobras con desvíos, que no alcanzaron a ser electrificados. Era la continuadora de la antigua estación Talcahuano-Puerto. Actualmente esta estación no existe, durante mucho tiempo se mantuvo lo que serían los andenes y el letrero con el nombre "Talcahuano", las vías fueron retiradas el año 2005 y ahora se utilizó un tiempo como paradero de buses. La estación terminal fue desplazada 400 metros más hacia el interior, frente al mercado de Talcahuano (Estación Mercado).
- Datos: Q5844250